# Edgar Dietsche
Edgar Dietsche es un deportista suizo que compitió en bobsleigh en la modalidad cuádruple.
Ganó una medalla de bronce en el Campeonato Mundial de Bobsleigh de 1987 y una medalla de plata en el Campeonato Europeo de Bobsleigh de 1987.

## Palmarés internacional
| Campeonato Mundial | Campeonato Mundial   | Campeonato Mundial | Campeonato Mundial |
| Año                | Lugar                | Medalla            | Prueba             |
| ------------------ | -------------------- | ------------------ | ------------------ |
| 1987               | Sankt Moritz (Suiza) | Medalla de bronce  | Cuádruple          |
| Campeonato Europeo |                      |                    |                    |
| Año                | Lugar                | Medalla            | Prueba             |
| 1987               | Cervinia (Italia)    | Medalla de plata   | Cuádruple          |